# Gelis kiesenwetteri
Gelis kiesenwetteri là một loài tò vò trong họ Ichneumonidae.